# Oscar Brandon
Oscar Brandon (8 augustus 1971) is een Surinaamse badmintonner.

## Carrière
Brandon nam met een 'wild card' deel aan de Olympische Zomerspelen van 1996 in Atlanta (Verenigde Staten) en was daarmee de eerste badmintonner die namens Suriname deelnam aan de Olympische Spelen. Brandon kwam uit in het heren enkelspel waar hij in de eerste ronde al werd uitgeschakeld door de Canadees Jaimie Dawson (5-15, 4-15). Bij de Olympische Spelen 2012 werd Brandon eindelijk opgevolgd door de Surinaamse badmintonner Virgil Soeroredjo en in 2016 door de jeugdige (19-jarige) Surinaamse badmintonner Sören Opti. Brandon mocht voorafgaand aan de Olympische Spelen 1996 ook als eerste Surinamer in Miami met de Olympische fakkel lopen in de Olympic Torch Relay 1996.
Zowel in het heren enkelspel als het heren dubbelspel kon hij internationaal goed meekomen. Hij werd in Suriname gekozen tot "Sportman van het jaar 1998". Oscar Brandon behaalde diverse badminton titels in Suriname en het Caribisch gebied.
Hij werd liefst tienmaal nationaal-heren-enkel-kampioen van Suriname in 1991 en van 1993 t/m 2001. Een record.
Reeds in 1990 behaalde Oscar Brandon in Mexico City een vierde plaats in het enkelspel bij de CACSO Games (Centraal Amerikaanse en Caribische Spelen).
Bij de Carebaco Games van 1997 won Oscar Brandon brons voor Suriname in het heren dubbelspel met Eric Bleau. In 1997 behaalde Brandon ook een halve finale en bronzen plak bij de Guatemala International in het gemengd dubbel met de Jamaicaanse Shakerah Cupidon. Bij de Carebaco Games van 1998 op Havanna, Cuba behaalde Brandon op alle drie onderdelen prijzen. Zilver in de mix met z'n Surinaamse partner Nathalie Haynes verloor hij de finale van de Jamaicanen Terry Leyow en Roy Paul. Halve finales en tweemaal brons werden bereikt in het enkelspel en de herendubbel met Derrick Stjeward.
In 1998 won hij zowel de Sao Paolo Cup, als de Argentina International in het gemengd dubbelspel met de Peruviaanse Adrienn Kocsis alsook de 1e Suriname International in het enkelspel. Bij de Sao Paolo Cup van 1998 behaalde hij ook brons in het herendubbel met de Braziliaan Leandro Santos. Bij de Argentina International 1998 verloor hij de finale heren enkel van Richard Vaughan uit Wales, terwijl hij op datzelfde toernooi ook de halve finale bereikte in de dubbel met Jorge Meyer van Argentinië.
Bij de Suriname International 1998 veroverde Brandon behalve de enkelspel titel ook brons in de dubbel met Derrick Stjeward.
Bij de Jamaica International 1999 behaalde Brandon brons met de Jamaicaanse Kristal Karjohn in het gemengd dubbelspel.
In 1999 werd hij met zijn dubbelpartner Derrick Stjeward 125e op de wereldranglijst van de Internationale Badminton Federatie (thans de Badminton World Federation). Als duo namen ze o.a. in 1999 in Kopenhagen, Denemarken als eerste Surinaamse koppel ooit deel aan de individuele wereldkampioenschappen badminton. Ze verloren in de 1e ronde van het Thaise duo Tesana Panvisvas en Pramote Teerawiwatana. In datzelfde jaar namen Brandon en Stjeward namens Suriname deel aan de Pan Am Games 1999 te Winnipeg, Canada waar ze werden uitgeschakeld door het Peruviaanse koppel Carulla en Itturiaga. Tijdens de vliegramp bij Benzdorp in 2008 kwam Stjeward om het leven.
In 2001 behaalde Brandon nog een halve finale en brons in het enkelspel bij de Carebaco Games te Kingston, Jamaica.
In 2003 wederom een halve finale en brons op Carebaco Games te Port of Spain, Trinidad & Tobago, ditmaal op het onderdeel gemengd dubbelspel met de Surinaamse Stephanie Jadi. Bij de 2e Suriname International in 2008 behaalde Brandon brons met Jair Liew in het herendubbel. Bij de 3e Suriname International te Paramaribo in 2009 behaalde Brandon zilver in de dubbel met Rahul Rampersad uit Trinidad & Tobago en brons in het gemengd dubbel met de Surinaamse Danielle Melchiot.
Brandon is bondscoach geworden, maar is ook op andere manieren betrokken bij de Surinaamse Badminton Bond als bestuurslid.
Eveneens als bestuurslid van het Surinaams Olympisch Comité (SOC) trad hij als "chef de mission" (delegatieleider) van Suriname op bij de Olympische Zomerspelen van 2012 te Londen en de Olympische Zomerspelen van 2016 te Rio de Janeiro.

## Resultaten

### IBF/BWF International Challenge/Series/Future
Heren Enkel
| Jaar | Toernooi                | Opponent           | Score              | Resultaat     |
| ---- | ----------------------- | ------------------ | ------------------ | ------------- |
| 2001 | Carebaco International  | Bradley Graham     | 10–15, 8–15        | Halvefinalist |
| 1998 | Suriname International  | Roy Paul Jnr       | 15-13, 12-15, 15–8 | Winnaar       |
| 1998 | Argentina International | Richard Vaughan    | 1-15, 4–15         | Runner-up     |
| 1998 | Carebaco International  | Christian Erichsen | 15-5, 11–15, 7–15  | Halvefinalist |
| 1992 | Carebaco International  | Paul Leyow         | 6-15, 8–15         | Halvefinalist |

Heren Dubbel
| Jaar | Toernooi                  | Partner             | Opponent                                | Score              | Resultaat     |
| ---- | ------------------------- | ------------------- | --------------------------------------- | ------------------ | ------------- |
| 2009 | Suriname International    | Raul Rampersad      | Virgil Soeroredjo Mitchel Wongsodikromo | 15–21, 16–21       | Runner-up     |
| 2008 | Suriname International    | Jair Liew           | Virgil Soeroredjo Mitchel Wongsodikromo | 14-21, 9-21        | Halvefinalist |
| 1998 | Suriname International    | Derrick Stjeward    | Mathew Fogarty Dean Schoppe             | 11–15, 8–15        | Halvefinalist |
| 1998 | Argentina International   | Jorge Mayer         | Guilherme Pardo Ricardo Trevelin        | 7-15, 5-15         | Halvefinalist |
| 1998 | Brazil International      | Leandro Santos      | Guilherme Kumasaka Paulo Von Scala      | 15-12, 12-15, 9-15 | Halvefinalist |
| 1998 | Carebaco International    | Derrick Stjeward    | Roy Paul Jnr Robert Richards            | 3-15, 6-15         | Halvefinalist |
| 1997 | Carebaco International    | Erick Bleau         | Christian Erichsen Kenneth Erichsen     | 7-15, 10-15        | Halvefinalist |
| 1996 | Peru International        | Hedwig de la Fuente | Jose Antonio Iturriaga Gustavo Salazar  | 15-18, 15-5, 8-15  | Halvefinalist |
| 1995 | Puerto Rico International | Mark Manha          | Paul Leyow Roy Paul Jnr                 | 4-15, 5-15         | Halvefinalist |
| 1995 | Carebaco International    | Hedwig de la Fuente | Paul Leyow Roy Paul Jnr                 | 8-15, 4-15         | Halvefinalist |

Gemengd dubbel
| Jaar | Toernooi                  | Partner           | Opponent                               | Score               | Resultaat     |
| ---- | ------------------------- | ----------------- | -------------------------------------- | ------------------- | ------------- |
| 2013 | Suriname International    | Stephanie Jadi    | Mitchel Wongsodikromo Crystal Leefmans | 18–21, 15–21        | Halvefinalist |
| 2009 | Suriname International    | Danielle Melchiot | Irfan Djabar Quennie Pawirosemito      | 21-15, 11–21, 11–21 | Halvefinalist |
| 2003 | Carebaco International    | Stephanie Jadi    | Philippe Bourret Denyse Julien         | 7-15, 1-15          | Halvefinalist |
| 1999 | Jamaica International     | Kristal Karjohn   | Mike Beres Kara Solmundson             | 3–15, 5–15          | Halvefinalist |
| 1998 | Argentina International   | Adrienn Kocsis    | Bernardo Monreal Gabriela Melgoza      | 15-6, 15-3          | Winnaar       |
| 1998 | Brazil International      | Adrienn Kocsis    | Bernardo Monreal Gabriela Melgoza      | 15-4, 15-8          | Winnaar       |
| 1998 | Carebaco International    | Nathalie Haynes   | Roy Paul Jnr Terry Leyow               | 11-15, 6-15         | Runner-up     |
| 1997 | Guatemala International   | Shackerah Cupidon | Robert Richards Nigella Saunders       | 14–17, 15-10, 7–15  | Halvefinalist |
| 1996 | Peru International        | Rinia Haynes      | Jose Antonio Iturriaga Lorena Blanco   | 5–15, 8–15          | Halvefinalist |
| 1995 | Puerto Rico International | Chalise Jordan    | Paul Leyow Terry Leyow                 | 10-15, 8-15         | Halvefinalist |

- Donkergrijs: BWF International Challenge-toernooi
- Grijs: BWF International Series-toernooi
- Wit: BWF Future Series-toernooi